# Łagiewniki Małe (zniesiona osada leśna)
Łagiewniki Małe – zniesiona nazwa osady leśnej w Polsce, położona w województwie śląskim, w powiecie lublinieckim, w gminie Pawonków.
Nazwa miejscowości została zniesiona z 2022 r.